# Івановський сільський округ (Аккайинський район)
Іва́новський сільський округ (каз. Иванов ауылдық округі, рос. Ивановский сельский округ) — адміністративна одиниця у складі Аккайинського району Північноказахстанської області Казахстану. Адміністративний центр — село Івановка.
Населення — 646 осіб (2021; 1107 у 2009, 1679 у 1999, 1873 у 1989).
Станом на 1989 рік існувала Івановська сільська рада (села Івановка, Сергієвка, Ульгі). Село Ульгі ліквідовано 2024 року.

## Склад
До складу округу входять такі населені пункти:
| Населений пункт | Старі назви    | Населення, осіб (1989) | Населення, осіб (1999) | Населення, осіб (2009) | Населення, осіб (2021) |
| --------------- | -------------- | ---------------------- | ---------------------- | ---------------------- | ---------------------- |
| Івановка, село  | -              | 1382                   | 1385                   | 975                    | 642                    |
| Сергієвка, село | -              | 155                    | 92                     | -                      | -                      |
| Ульгі, село     | Аякколь, Ульго | 336                    | 294                    | 132                    | 4                      |